# وحشت شخصیتی
وحشت شخصیتی (به انگلیسی: Horror-of-personality) زیرگونه‌ای از ژانرهای وحشت و مهیج است. این گونه داستان‌ها به جای خشونت بیش از اندازه یا موجودات فرازمینی بدنهاد، ترس و تعلیق را از طریق شخصیت‌هایی برمی‌انگیزانند که انسان‌هایی عادی هستند اما شخصیت‌هایی ترسناک دارند. اینگونه آثار بر روانشناسی فروید متمرکزند. این داستان‌ها معمولاً به طرز فریبنده‌ای در محیط‌های عادی، مانند خانه‌های شاد یا هتل‌های قدیمی اتفاق می‌افتند.
وحشت شخصیتی با شرایط روانشناسانه و اجتماعی سر و کار دارد که باعث به وجود آمدن جنون و رفتارهای بازگشتی می‌شوند. نبردی میان واقعیت به عنوان عنصری قدرتمند و فرد به عنوان عنصری سست را نشان می‌دهد که واقعیت در این مواجهه پیروز می‌شود و دنیای بیرون فردیت را خرد می‌کند و از بین می‌برد.
برای نمونه، می‌توان به داستان‌های پاتریشا های‌اسمیت و ادگار آلن پو و همین‌طور فیلم‌های کلاسیکی مثل روانی و چه بر سر بیبی جین آمد اشاره کرد.